# Грінблат Мойсей Якович
Мойсей Якович Грінблат (біл. Майсей Якаўлевіч Грынблат, рос. Моисей Яковлевич Гринблат, *29 березня 1905 р., м. Мінськ — †4 липня 1983 р., м. Мінськ) — білоруський радянський фольклорист, етнограф, історик.

## Життєпис
Від 1920 р. працював у Білоруському відділі Наркомату Просвітництва БРСР.
У 1930 р. завершив навчання у Ленінградському університеті.
Від 1930 р. — працював в Академії Наук Білорусі, у 1931—1941 рр., 1945—1956 — в Інституті історії НАН Білорусі. У 1957—1976 рр. працював у Інституті мовознавства, етнографії та фольклору.
У 1937—1941 рр. — викладач Мінського педагогічного інституту, у 1939—1941 рр., 1945—1950 рр. — Білоруського державного університету.
Став одним з авторів двотомної публікації (Т.1, 1961 р.) і п'ятитомника (Т.1, 1972 р.) «Історія Білоруської РСР» (біл. Гісторыя Беларускай ССР).

### Праці
- «Пісні білоруського народу», 1940 р., Т.1 (рос.)
- «Білоруси: Нариси походження та етнічної історії», 1968 р. (рос.)
- «Білоруська етнографія і фольклористика», 1972 р. (рос.)